# Феникс (альбом «Арии»)
| Оценки критиков | Оценки критиков |
| Источник        | Оценка          |
| --------------- | --------------- |
| Darkside        | 6/10            |

«Фе́никс» — одиннадцатый студийный альбом российской хеви-метал-группы «Ария», выпущенный в 2011 году. Это первый альбом с вокалистом Михаилом Житняковым, выпущенный после увольнения из группы Артура Беркута. В течение семи лет был самым продолжительным по длительности, после чего в ноябре 2018 года он уступил свой рекорд длительности альбому «Проклятье морей».
Диск 4 недели возглавлял российский чарт продаж, составляемый компанией «2М».
По итогам голосования на портале Newsmusic.ru «Феникс» занял 2-е место в номинации «Лучший альбом 2011 года», уступив альбому «Жить вопреки» группы «Кипелов».

## История создания
Предыдущий альбом группы — «Армагеддон» — вышел в 2006 году. С тех пор Ария выпустила три DVD и один сингл «Поле битвы», который не вошёл в этот альбом.
15 июня 2010 года группа объявила о том, что записывает композицию «Бои без правил» для нового альбома. Также известно, что записывался вокал с Артуром Беркутом, но записи представляют собой черновые версии и в альбом не вошли.
27 июня 2011 года было заявлено об уходе Артура Беркута из группы. Последний концерт с участием Беркута состоялся 31 августа в Рязани.
26 июля было объявлено, что новый альбом будет называться «Феникс». 30 августа группа подтвердила, что все вокальные партии в альбоме записаны с новым вокалистом.

Все вокальные партии будут записываться с новым вокалистом. Мы не делаем из этого какой-то тайны или секрета. Во-первых, у нас до 31 августа работает Артур Беркут и мы считаем неэтичным называть имя вокалиста до того момента, пока работает Артур. Называя имя нового вокалиста, неплохо было бы, как мне кажется, показать материал лицом. То есть когда у нас будет на руках сведённый материал, из которого что-то можно будет отдать на радио или выложить в Интернет одновременно… не просто здесь мы в Интернете одну песню, на радио другую… Когда у нас будет такая песня, тогда мы и представим вокалиста. Одновременно, так сказать, товар лицом.— Ария
7 сентября группа представила миру обложку нового альбома и список композиций.
16 сентября в эфире «Нашего Радио» впервые прозвучала композиция «Бои без правил», а также было объявлено имя нового вокалиста, им стал Михаил Житняков (Гран-КуражЪ).
Релиз альбома был намечен на 5 октября 2011, однако впервые альбом поступил в продажу ещё 2 октября на автограф-сессии группы.
15 октября стартовал концертный тур группы по более чем 30 городам по городам России, Украины, Казахстана и Германии. В 2012 году группа посетила Урал, Сибирь, Дальний Восток, а также Беларусь. Тур завершился 5 мая 2012 года грандиозным концертом в Минске.
Известно, что Беркутом была написана одна песня в альбом, но из-за его ухода в репертуар «Арии» она так и не вошла.
Также известно, что тексты к песням Попова первоначально написала Кокорева, однако они были сочтены слабыми, и новые тексты писала Пушкина.

Сначала, поскольку альбом выйдет и не пройдёт достаточного времени, чтобы народ его узнал, мы будем играть ограниченное число песен с нового альбома. По мере продвижения альбома у слушателей, мы будем вводить в программу больше новых песен.— Ария
Несмотря на то, что Дубинин выступил в этом альбоме как в роли басиста и вокалиста (вокал Дубинина есть во всех песнях кроме "Симфонии огня"), так и в роли гитариста, многие критики высказывались о большей лёгкости и мелодизме. В то же время стилистически альбом имеет элементы пауэр-метала.
В процессе написания песен для альбома были написаны 13 треков, 3 из которых в альбом не вошли. Один из них был авторства Беркута, песня "Орёл" (была издана Беркутом после ухода из Арии уже в исполнении собственного коллектива и в другой аранжировке, вошла в мини-альбом «Право дано»), второй планировался для дуэтного исполнения Валерием Кипеловым и Артуром Беркутом, и оба не вошли в альбом по причине ухода Беркута из группы. Третья песня была переработана и стала заглавной в следующем альбоме - "Через все времена"

## О песнях
Маргарита Пушкина, Владимир Холстинин и Виталий Дубинин в интервью порталу «MetalRus» подробно рассказали о песнях альбома:
1. «Чёрный квадрат» — песня о разочаровавшемся поколении, у которого не сбылись его мечты и надежды в своей стране, но всё же в сердцах людей продолжает жить надежда на светлое будущее[16][17].
2. «Равновесие сил» — песня о разговоре Воланда и Левия Матвея из романа Булгакова «Мастер и Маргарита»[16].
3. «История одного убийцы» написана по роману Патрика Зюскинда — «Парфюмер. История одного убийцы»[16].
4. «Чёрная легенда» рассказывает об испанской инквизиции[16].
5. «Бои без правил» — песня о человеке, который участвует в боях без правил, а также песня о сегодняшней реальности. Начальным толчком к написанию песни послужил фильм режиссёра Даррена Аронофски — «Рестлер», а позже и роман Чака Паланика — «Бойцовский клуб»[16].
6. «Феникс» — песня о мифической птице фениксе, обладающей способностью сжигать себя, а затем вновь возрождаться из пепла. Источником текста послужила притча Леонардо да Винчи о фениксе[16].
7. «Симфония огня» написана по мотивам романа Рея Бредбери — «451 градус по Фаренгейту»[16].
8. «Аттила» написана по мотивам поэмы Дмитрия Кедрина — «Свадьба», и рассказывает об Аттиле, вожде гуннов[16].
9. «Дальний свет» повествует о человеке, который переосмысливает свою жизнь, для этого он садится в машину, включает дальний свет и едет, отдаляясь от своего прошлого к чему-то более светлому и хорошему. Чем быстрее он едет, тем меньше думает о прошлом[16].
10. «Реквием» — песня об ушедших и уходящих близких людях. (см. также: «Реквием»)[16].

## Интересные факты
- Этот альбом был выпущен после наибольшего перерыва в истории группы — 5 лет с момента выхода предыдущего студийного альбома «Армагеддон» в 2006 году. До этого наибольшим был перерыв в 4 года между альбомами «Кровь за кровь» (1991) и «Ночь короче дня» (1995), что было связано с распадом СССР и кризисом в стране.
- О названии альбома из интерактива с Владимиром Холстининым на официальном сайте группы:

— Новый альбом Арии будет называться «Феникс». Феникс — мифологическая птица, обладающая способностью сжигать себя и затем возрождаться. Скажите, название нового альбома связано с грядущими переменами в группе?

Нет, не связано. Песни для нашего нового альбома были отрепетированы и даже большей частью записаны ещё до перемен. Дело в том, что в юности мы с Виталием Дубининым вместе фанатели от группы «Grand Funk Railroad», у которой в 1972 году вышел потрясающий диск «Phoenix». Мы переиграли огромное количество песен «Grand Funk» и всегда мечтали приблизиться к своим кумирам. Поэтому, когда Виталий c Маргаритой Пушкиной написали песню «Феникс», название альбома было предрешено.
— Владимир Холстинин
- Композиции в альбоме были выпущены с вокалом Михаила Житнякова, однако, известно, что несколько песен было записано с Артуром Беркутом, но данные записи представляют собой черновые версии и в альбом не вошли.

— Были ли с Беркутом записаны какие-то вещи для нового альбома? 

Да, записи остались, но черновые. Пять песен с Беркутом у нас точно есть: две моих, две холстининских и поповская. Две или три песни были спеты целиком. Если бы мы поместили их в альбом, то были бы чистовики. А так — для истории остались.
— Виталий Дубинин
- Композиции «Равновесие сил» и «Симфония огня» ни разу не исполнялись на концертах. 26 мая 2018 года в связи с 60-летним юбилеем Владимира Холстинина был выпущен трибьют-альбом «Симфония Холстинина», состоящий из кавер-версий его произведений. В него вошли две версии песни «Симфония огня» в исполнении Сергея Синёва и Алексея Булгакова соответственно[20].

## Список композиций
Все тексты написаны Маргаритой Пушкиной, если не указано другое, вся музыка написана Виталием Дубининым, если не указано другое.
| №   | Название                | Текст песни           | Музыка             | Английское издание   | Длительность |
| --- | ----------------------- | --------------------- | ------------------ | -------------------- | ------------ |
| 1.  | «Чёрный квадрат»        |                       |                    | Black Square         | 5:20         |
| 2.  | «Равновесие сил»        |                       |                    | Balance of Power     | 4:13         |
| 3.  | «История одного убийцы» |                       |                    | Story of a Murderer  | 6:23         |
| 4.  | «Чёрная легенда»        | Игорь Лобанов         | Владимир Холстинин | Black Legend         | 8:03         |
| 5.  | «Бои без правил»        |                       |                    | Fights Without Rules | 6:54         |
| 6.  | «Феникс»                |                       |                    | Phoenix              | 6:35         |
| 7.  | «Симфония огня»         | Лобанов               | Холстинин          | Symphony of Fire     | 5:30         |
| 8.  | «Аттила»                | Пушкина, Сергей Попов | С.Попов            | Attila               | 7:56         |
| 9.  | «Дальний свет»          | Лобанов               | Холстинин          | Distant Light        | 4:57         |
| 10. | «Реквием»               |                       |                    | Requiem              | 4:25         |

## Участники записи
Группа «Ария»
- Михаил Житняков — вокал
- Владимир Холстинин — гитара
- Сергей Попов — гитара
- Виталий Дубинин — бас-гитара, бэк-вокал, доп. гитара, клавишные аранжировки
- Максим Удалов — ударные

Другие
- Звукорежиссёр — Максим Удалов
- Запись — студия звукозаписи «Ария Рекордс»
- Сведение, мастеринг — «JailHouse Studios»
- Саунд-продюсер — Томми Хансен
- Автор обложки — Лео Хао
- Фото — Сергей Луканкин
- Дизайн, вёрстка — Игорь Лобанов, Виктор Поляков
- Лейбл — Союз